# Noonan
Noonan é uma cidade localizada no estado norte-americano de Dacota do Norte, no Condado de Divide.

## Demografia
Segundo o censo norte-americano de 2000, a sua população era de 154 habitantes.
Em 2006, foi estimada uma população de 146, um decréscimo de 8 (-5.2%).

## Geografia
De acordo com o United States Census Bureau tem uma área de
0,7 km², dos quais 0,7 km² cobertos por terra e 0,0 km² cobertos por água. Noonan localiza-se a aproximadamente 589 m acima do nível do mar.

## Localidades na vizinhança
O diagrama seguinte representa as localidades num raio de 36 km ao redor de Noonan.